# Medinilla setigera
Medinilla setigera är en tvåhjärtbladig växtart som först beskrevs av Carl Ludwig von Blume, och fick sitt nu gällande namn av Friedrich Anton Wilhelm Miquel. Medinilla setigera ingår i släktet Medinilla och familjen Melastomataceae. Inga underarter finns listade i Catalogue of Life.